# Quique Andreu
Enrique Andreu Balbuena, detto Quique (Valencia, 20 ottobre 1967), è un ex cestista spagnolo.

## Carriera
Con la Spagna ha disputato tre edizioni dei Giochi olimpici (Seul 1988, Barcellona 1992), due dei Campionati mondiali (1990, 1994) e due dei Campionati europei (1989, 1991).

## Palmarès
- Campionato spagnolo: 3

Barcellona: 1994-95, 1995-96, 1996-97
- Copa del Rey: 2

Saragozza: 1990
Barcellona: 1994
- Liga catalana: 3

Barcellona: 1993, 1995
Joventut Badalona: 1998